# BALLAD 名もなき恋のうた
『BALLAD 名もなき恋のうた』（バラッド なもなきこいのうた）は、2009年9月5日に公開された日本映画。

## 概要

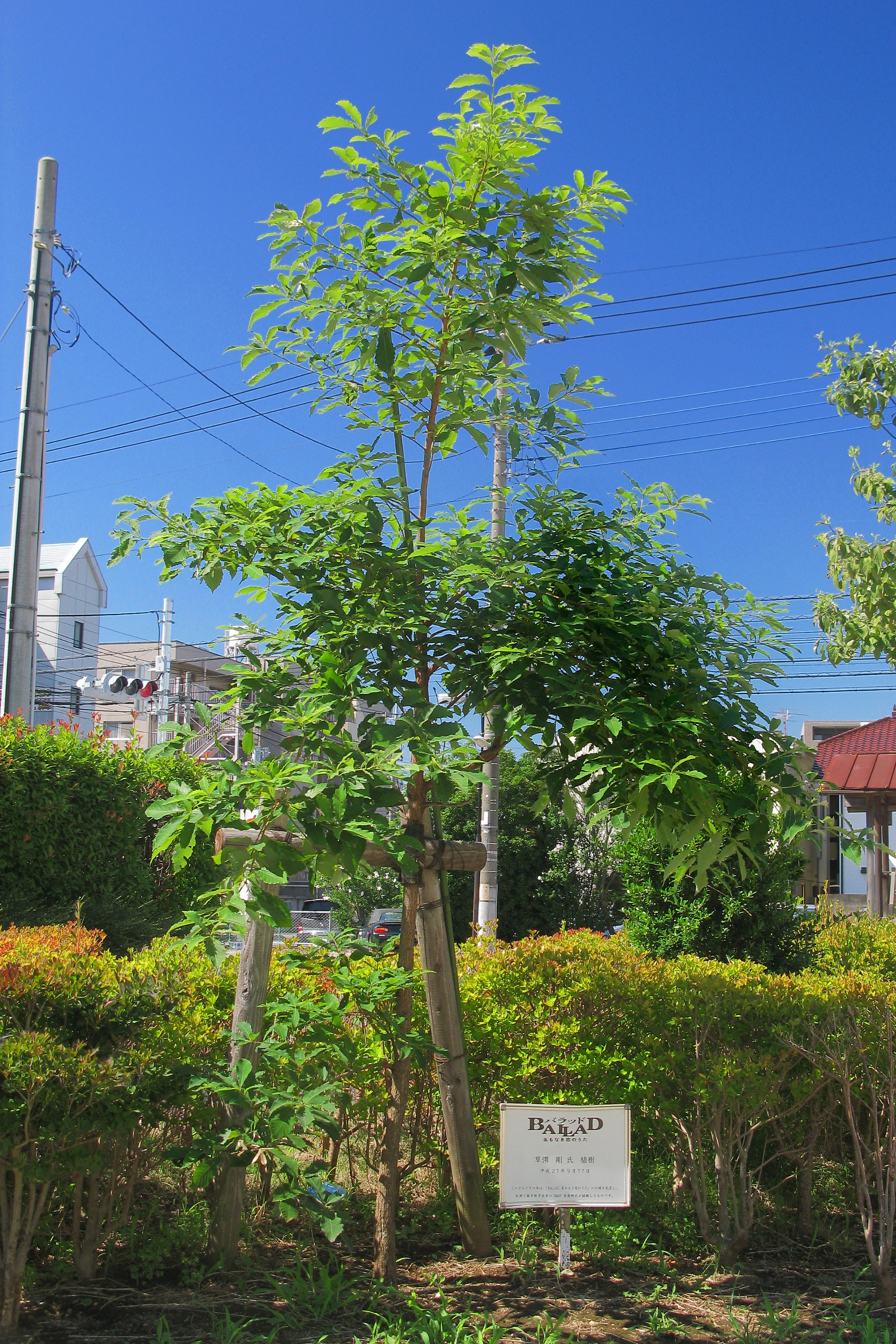
春日部駅西口南公園に所在する草彅剛が植樹したドングリの木

アニメ映画『クレヨンしんちゃん 嵐を呼ぶ アッパレ!戦国大合戦』を原案とした作品で、主演の草彅剛が演じる武士と新垣結衣が演じる姫のラブストーリーを実写化。タイムスリップしてきた一家が中心だった原案に対し、本作は戦国時代を中心に描いている。チラシやポストカードには原案の主人公である野原しんのすけの絵柄がプリントされているものもあった。
テレビ朝日系列では『『ぷっ』すま』をはじめさまざまな番組で宣伝が行われ、系列24局のアナウンサーが「廉姫アナウンサー」としてPRを行った。原案であるアニメ『クレヨンしんちゃん』では原案および本作にちなんで戦国しんちゃんが放映された。
本作製作のきっかけは監督の山崎貴が『ラスト サムライ』のロケ現場を見学した際にその出来の高さに感心し、「日本でも合戦を中心とした時代劇が作れるんじゃないか?」と思ったのが始まりであり、原案を『アッパレ!戦国大合戦』にした理由として「『ラスト サムライ』に対抗するためにジャンルを問わず自分が知っているストーリーの中で一番いい物を使いたかったから」と語っている。撮影には『ALWAYS 三丁目の夕日』と同様にワンシーンワンカットやVFXが活用され、山崎は「ALWAYSの経験が生かされた」と語っている。また、本作では合戦時に出血する場面が無いが、これは山崎の「子供にも見てほしい」という思いからである。
山崎は脚本も担当しており「オリジナルのストーリーがよく出来ていたのでどういう風に変えていくのかを考えるのが難しかった。オリジナルの良さを崩さないようにしつつ又兵衛と廉姫の恋愛の部分を中心にする様にしたいと思ったので脚本はかなり試行錯誤した」と語っている。脚本協力には監督の山崎の妻である佐藤嗣麻子と、『アッパレ!戦国大合戦』の絵コンテを原恵一とともに担当した水島努が起用されている。水島は山崎が高校時代に自主映画を撮っていたころの1学年下の後輩という縁がある。
風景も山崎の「可能な限り既存の物には左右されず、自分たちだからこそ出来る物にしたい。本当に戦国時代に行ったらこんな感じだったという風景を見せたかった」という方針の下、砦としての山城や戦のムードを追求している。
本作の題名をBALLADと命名したのも山崎であり、その理由として「昔の吟遊詩人が弾いている音楽のような映画にしたかった。映画を観た人に吟遊詩人の歌を聴いた人と同じような気持ちになってもらいたかったから」と語っている。
本作について山崎は「観客の皆さんの心の中に深く入り、愛される作品になってほしい」と、原案監督の原恵一は「初めに実写化の話を聞いた時は冗談だと思った。自分にとっても初めての経験であり、とても嬉しかった。オリジナル製作時にあきらめたシーンが描かれていて悔しかった。この作品をきっかけにしてこのようなお話に興味を持ってくれる人がいたらいい」とそれぞれ語っている。
キャッチコピーは「守ることが，愛することだった。祈ることが，愛することだった。」。

## あらすじ
戦国時代の天正二年（1574年）、命を懸けて春日の国の姫君「廉」を守り続け、その強さから「鬼の井尻」の異名を取る「井尻又兵衛」という一人の侍がいた。内心では好意を持ちあっているが、身分の違いから本心を明かさない廉姫と又兵衛。
ある戦の最中、敵兵から銃で狙われる又兵衛。確実に射殺される距離だったが、敵兵は不意に現れた一人の不思議な少年に驚き狙いを外した。未来（現代）から来たという命の恩人「川上真一」と又兵衛は一緒に過ごす中、徐々に絆を深めていく。
一方、春日の国では難題が持ち上がっていた。廉姫の美しさに目をとめた強国の冷酷な藩主・大倉井高虎が婚儀を申し入れてきたのだ。泣く泣く受け入れる弱小国の春日藩主。
そんな中、行方知らずとなった息子を探していた真一の両親である美佐子と暁も、現代の大きなクヌギの木の下で見付けた真一の手紙をきっかけに、マイカーごと又兵衛のいる時代へとタイムスリップしてくる。
すれ違ってばかりだった又兵衛と廉姫は、仲を取り持ちたい真一の努力で自分の気持ちに素直になり始めた。廉姫の父の春日藩主も、美佐子と暁から戦国の国々がいずれ無くなると聞き、愛する姫を悪名高い高虎に嫁がせる婚儀を中止した。
怒り狂い、2万の軍勢を引き連れて侵攻して来る高虎。わずか500人の兵力で城を守る又兵衛たち。あわや全滅かと思われた時、川上一家を乗せたマイカーが戦場に乗り込んで来た。見たこともない乗り物に怯える敵兵を掻き分けて、又兵衛たちを高虎の陣営に誘導する川上一家。高虎に一騎打ちで挑んだ又兵衛は見事に勝利した。首を取らないでくれと頼む真一の願いを聞いて、髷を切るだけで勝利宣言する又兵衛。これにより借りが出来た高虎は「春日が窮地に陥ったら助太刀に駆け付ける」と又兵衛に告げ、戦場を後にした。
だが、城に凱旋しようとした又兵衛の胸を、何処からともなく現れた銃弾が貫いた。真一の出現で狂っていた運命が元に戻り、又兵衛の寿命が尽きたのだ。廉姫の腕の中で笑顔で息を引き取る又兵衛。
気丈に耐えて、川上一家に別れを告げる廉姫。現代に戻った真一たちは、春日城の城跡に立つ古い小さな石碑を見つけた。それは、廉姫が未来に向けて残した川上一家への感謝のメッセージだった。

## 登場人物
井尻又兵衛（いじり またべえ）
本作の主人公。幼名は「次郎丸」で、廉姫からは今も尚その名で呼ばれている。槍の名手で戦場では「鬼の井尻」の異名で呼ばれる程の強者だが女性には弱い。廉姫に慕情を抱いているが身分の違いから口に出せないでいる。しかし真一達未来の人間との出会いでその気持ちが変わっていく。原案より25歳と5歳若く設定されており、諱も由俊（よしとし）から義時（よしとき）に変更されている。
廉姫（れんひめ）
本作のヒロイン。春日の国の姫で又兵衛とは幼馴染である。強気な性格で思った事ははっきりと発言するが、又兵衛への思いだけは口に出せないでいる。大倉井高虎に求婚される。
川上真一（かわかみ しんいち）
臆病な小学生だが、小生意気なところもある。しかし迷い込んだ戦国時代で又兵衛や廉姫と触れ合う事で徐々に勇気のある少年へと変わっていく。
原案の野原しんのすけにあたる人物。
川上美佐子（かわかみ みさこ）
真一の母親。姉さん女房らしく、夫の暁は彼女を「さん」付けで呼び頭が上がらない。気が強くかなり行動的かつ親馬鹿。
原案の野原みさえにあたる人物。
川上暁（かわかみ あきら）
真一の父親。性格はやや消極的。妻には主導権を奪われている。写真家。
原案の野原ひろしにあたる人物。
大倉井高虎（おおくらい たかとら）
最近勢力を拡大しつつある戦国大名。冷酷だが同時に誇り高い性格でもある。かつて自身の狩りを邪魔した廉姫に婚儀を申し込むが、断られたことに激怒し春日に攻め入る。又兵衛と互角に戦えるほどの強者。

## キャスト
- 井尻又兵衛：草彅剛
- 廉姫：新垣結衣
- 川上真一：武井証
- 川上美佐子：夏川結衣
- 川上暁：筒井道隆
- 仁右衛門：吹越満
- お里：斉藤由貴（特別出演）
- 文四郎：吉武怜朗
- 彦蔵：波岡一喜
- 儀助：菅田俊
- 吉乃：香川京子
- 安長：小澤征悦
- 康綱：中村敦夫
- 大倉井高虎：大沢たかお
- 真一のガールフレンド：寺本純菜
- 織本順吉、油井昌由樹、綾田俊樹、矢柴俊博、飯田基祐、坂本長利、森永健司、野元学二、平田康之、鳥木元博、大滝明利　ほか

## スタッフ
- 監督・脚本・VFX：山崎貴
- 原案：映画『クレヨンしんちゃん 嵐を呼ぶ アッパレ!戦国大合戦』（原作：臼井儀人/監督・脚本：原恵一）
- 音楽：佐藤直紀
- 脚本協力：佐藤嗣麻子、水島努
- 撮影：柴崎幸三
- 照明：水野研一
- 録音：鶴巻仁
- 美術：上條安里
- 装飾：龍田哲児、中澤正英
- 編集：宮島竜治
- 衣装デザイン：黒澤和子
- 音響効果：柴崎憲治
- 助監督：山本透
- 殺陣：中瀬博文
- 操演：宇田川幸夫
- VFX works：白組、Fude、PAGODA、MOZOO、SPICE
- ロケ協力：千葉県フィルムコミッション、鴨川市、阿蘇市　ほか
- デジタル・インターミディエイト：IMAGICA
- エグゼクティブプロデューサー：阿部秀司、梅澤道彦
- プロデューサー：安藤親広、松井俊之
- ラインプロデューサー：森井輝
- アソシエイトプロデューサー：小出真佐樹、小久保聡
- 配給：東宝
- 企画・制作プロダクション：ROBOT
- 製作幹事（共同）：テレビ朝日、ROBOT
- 製作：『BALLAD 名もなき恋のうた』製作委員会（テレビ朝日、ROBOT、東宝、ジェイ・ドリーム、電通、ADK、レプロエンタテインメント、シンエイ動画、双葉社、小学館、白組、朝日放送、メ〜テレ）
- 製作協力：北海道テレビ放送、青森朝日放送、岩手朝日テレビ、東日本放送、秋田朝日放送、山形テレビ、福島放送、新潟テレビ21、長野朝日放送、北陸朝日放送、静岡朝日テレビ、広島ホームテレビ、山口朝日放送、瀬戸内海放送、愛媛朝日テレビ、九州朝日放送、長崎文化放送、熊本朝日放送、大分朝日放送、鹿児島放送、琉球朝日放送（以上、ANN21社）

## 主題歌
「BALLAD 〜名もなき恋のうた〜」
作詞：kenko-p / 作曲：菊池一仁 / 編曲：中野雄太 / 歌：alan

## 漫画版
津寺里可子による描き下ろしでアクションコミックスより刊行。

## パッケージソフト
- DVD, Blu-ray 『BALLAD 名もなき恋のうた』
  - 2010年4月7日 ジェネオン・ユニバーサル・エンタテインメント GNBD-1558, GNXD-1006
- SoundTrack CD 『BALLAD 名もなき恋のうた オリジナル・サウンドトラック』
  - 2009年9月2日 avex trax AVCD-23942